# Segestria cavernicola
Segestria cavernicola är en spindelart som beskrevs av Kulczynski 1915. Segestria cavernicola ingår i släktet ormspindlar, och familjen sexögonspindlar.
Artens utbredningsområde är Italien. Inga underarter finns listade i Catalogue of Life.